# Bóvedas de Edimburgo

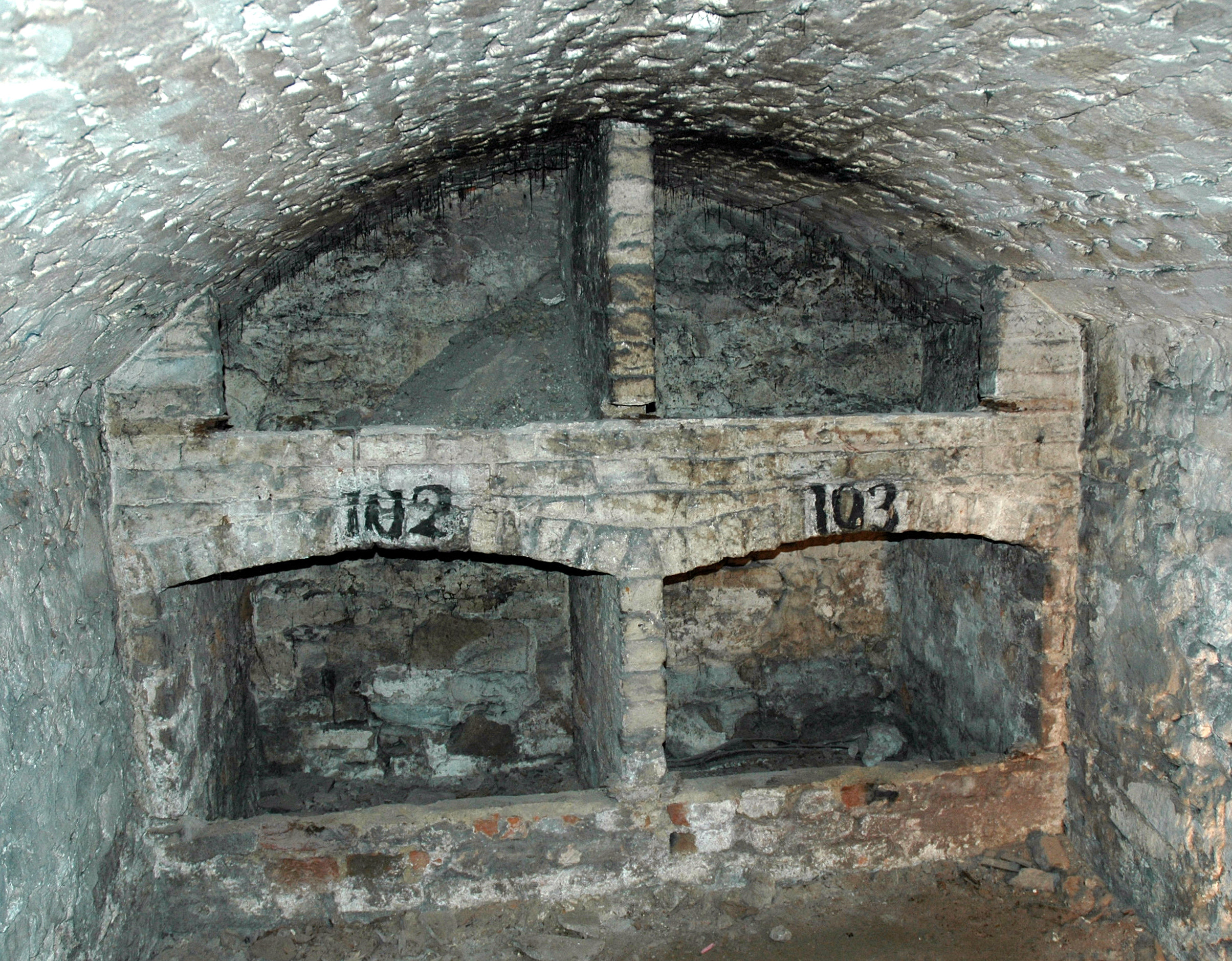
Una de las bóvedas usadas como espacio de almacenamiento.

Las bóvedas de Edimburgo son una serie de cámaras ubicadas en South Bridge, en la ciudad escocesa de Edimburgo, que terminaron de construirse en el año 1788. Durante unos 30 años, tales bóvedas se utilizaron para albergar tabernas, talleres para zapateros y otros comerciantes, así como espacio de almacenamiento para dichos comerciantes. En años posteriores, las bóvedas fueron un punto de acceso para las personas sin hogar y para actividades delictivas como tabernas de juego ilegales, destilería ilegal de whisky y morgue.
A medida que las condiciones en las bóvedas se deterioraron, principalmente debido a la humedad y la mala calidad del aire, las empresas y muchos de sus inquilinos comenzaron a marcharse a partir de la década de 1820. Posteriormente pasaron a cerrarse, con el abandono de actividad, siendo imposible su acceso por el bloqueo por escombros a los accesos, que pasaron al olvido hasta mediados del siglo XX, cuando fueron redescubiertas durante una excavación.

## Trasfondo

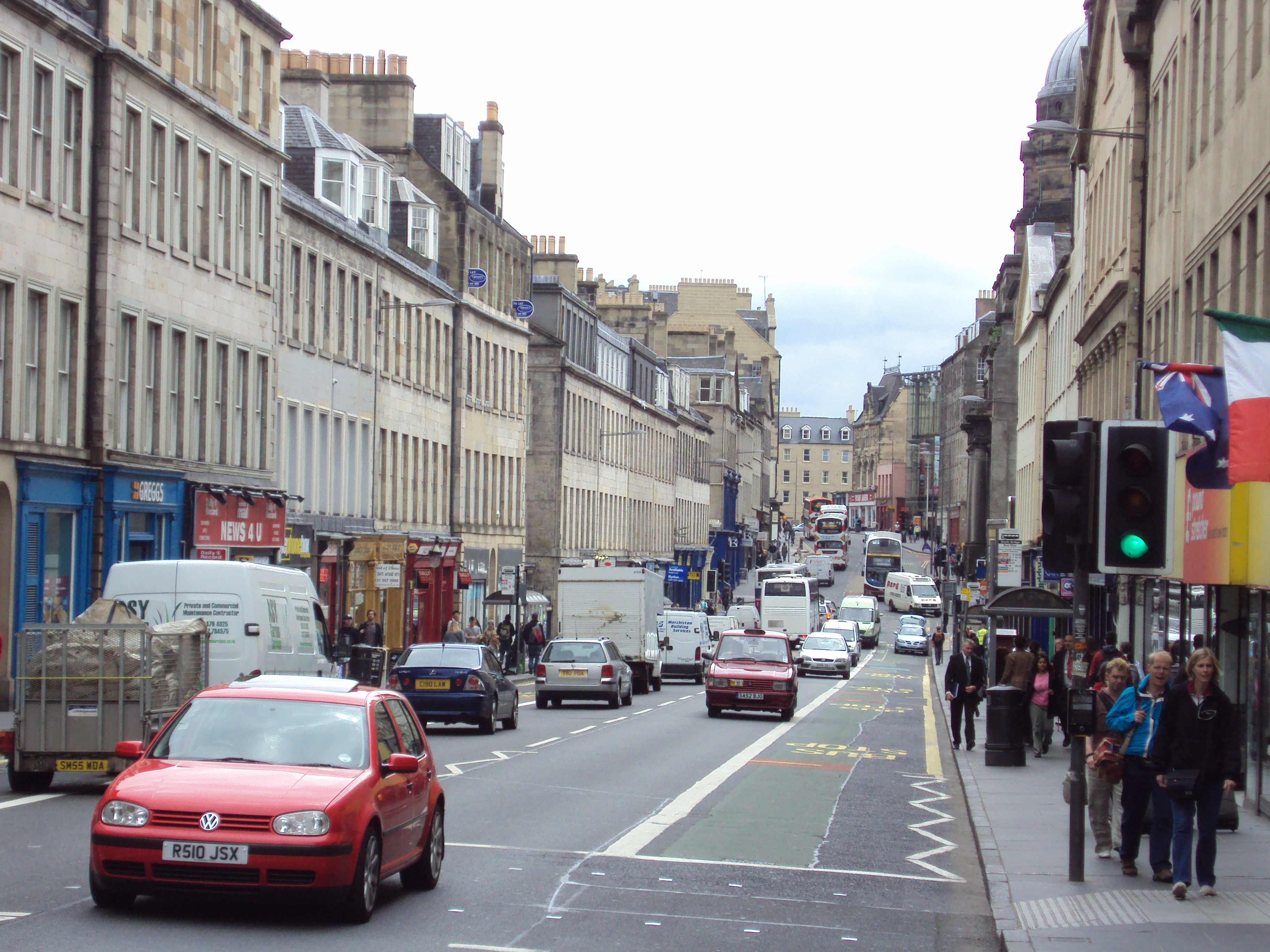
Exterior actual de South Bridge, en Edimburgo.

Edimburgo era una ciudad en ciernes a finales del siglo XVIII, construyéndose extensiones a ambos lugares, siendo denominadas North y South Bridge, conocidas coloquialmente como The Bridges. South Bridge fue una calle construida para atravesar el desfiladero de Cowgate entre High Street y la Universidad de Edimburgo en el Southside. Dicha construcción se propuso por primera vez en 1775, aunque el trabajo no comenzó hasta agosto de 1785.
El South Bridge de Edimburgo debe considerarse como simple cruce del casco antiguo a Southside. De hecho, fue la primera calle comercial construida especialmente en Edimburgo y, como tal, se utilizó la mayor cantidad de espacio posible. El puente en sí es un viaducto de diecinueve arcos, aunque hoy solo se ve un arco, el «arco de Cowgate». Los dieciocho arcos restantes quedaron encerrados detrás de edificios de viviendas construidos para permitir que el área sirviera como distrito comercial. Los arcos ocultos del puente recibieron pisos adicionales para permitir su uso para la industria. En total hay aproximadamente 120 habitaciones o 'bóvedas' debajo de la superficie del Puente Sur, que varían en tamaño desde dos metros cuadrados hasta cuarenta metros cuadrados. South Bridge abrió oficialmente sus puertas el 1 de marzo de 1788.

## Historia

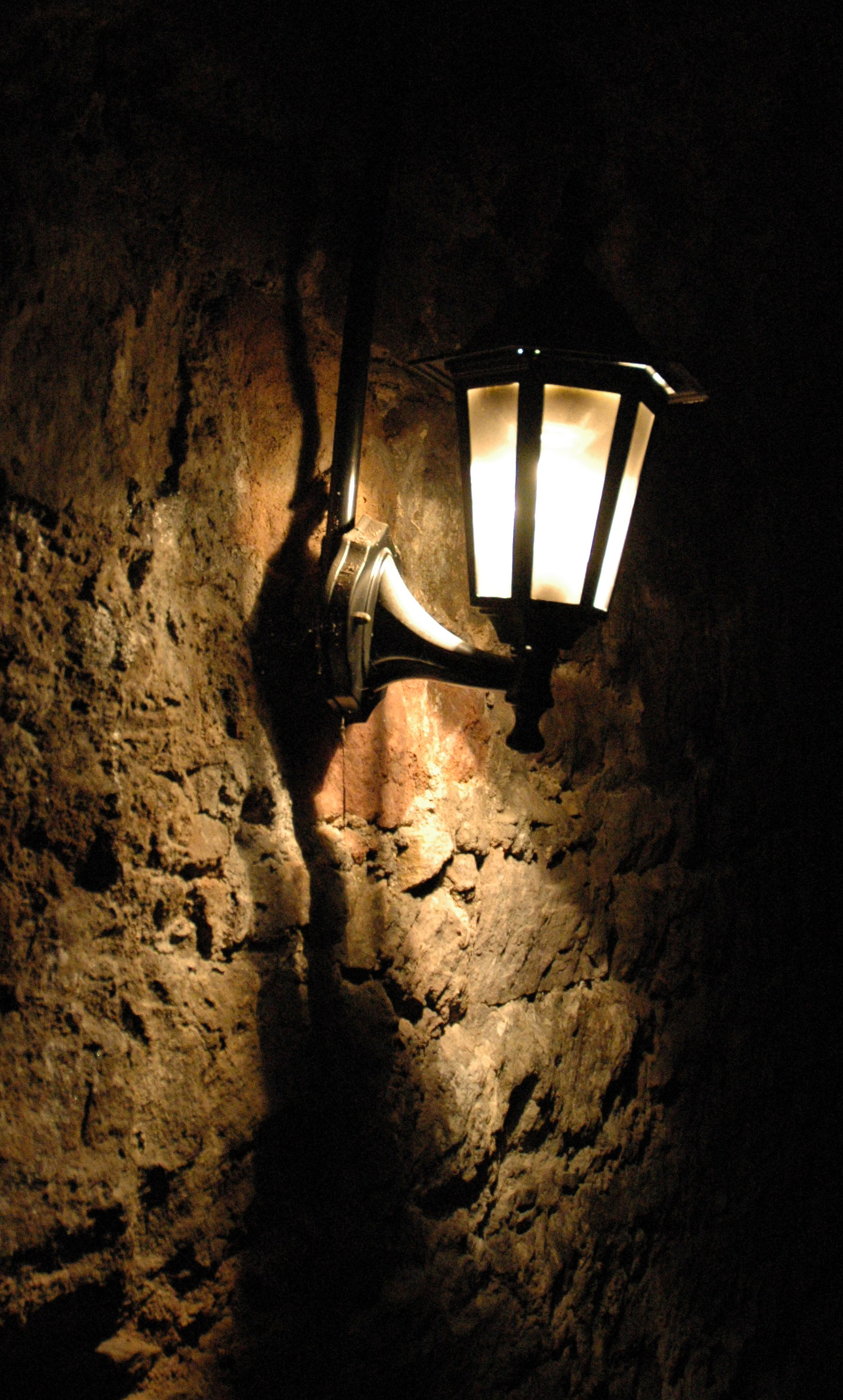
Farol usado hasta el cierre para las rutas turísticas de las bóvedas.

Las salas de bóveda, utilizadas como espacio de almacenamiento y talleres para los negocios de South Bridge, funcionaron según lo previsto durante un período de tiempo relativamente corto. La construcción de South Bridge fue bastante apresurada, lo que impidió obras de reforzamiento para evitar las fugas de agua que pudieran suceder. Debido a esa mala planificación, y al estar en el centro del asunto, las bóvedas tuvieron varios episodios de inundaciones parciales, hasta que se procedió a su abandono en 1795. Con el abandono gradual de las bóvedas por parte de las empresas colindantes, las salas vaciadas fueron ocupadas y rehabilitadas por nuevos usuarios, en su mayoría gente pobre de la ciudad o vagabundos. 
Cuando la revolución industrial se apoderó de Gran Bretaña, el área de Cowgate se había convertido en un barrio pobre de Edimburgo. Los habitantes de los barrios marginales se hicieron cargo de las bóvedas y se convirtieron en un famoso barrio rojo con innumerables burdeles y pubs que operan dentro del complejo abandonado. Las bóvedas también sirvieron como viviendas de tugurios adicionales para los pobres de la ciudad. Las condiciones de vida eran espantosas. Las habitaciones eran estrechas, oscuras y húmedas. No había luz solar, el aire malcirculaba, no había agua corriente ni saneamiento. Muchas habitaciones albergaban familias de más de diez personas. Los delitos, incluidos el robo y el asesinato, pronto plagaron las bóvedas. Se dice que William Burke y William Hare, asesinos en serie que vendían cadáveres a las escuelas de medicina, buscaban víctimas en las bóvedas de Edimburgo.
No se sabe cuándo se cerró el complejo de bóvedas, algunos sugirieron que ya en 1835 y otros en 1875. Los registros escritos sobre las bóvedas durante su uso en los barrios marginales son prácticamente inexistentes. Todo lo que se sabe es que en algún momento se arrojaron toneladas de escombros en las bóvedas haciéndolas inaccesibles.
Las bóvedas fueron redescubiertas por el exjugador de rugby escocés, Norrie Rowan, después de encontrar un túnel que conducía a ellas en la década de 1980. Desde este túnel ayudó al jugador de rugby rumano Cristian Raducanu a escapar de la policía secreta rumana y buscar asilo político semanas antes de la revolución rumana de 1989.
Las bóvedas fueron excavadas por Norrie Rowan y su hijo en la década de 1990. Cientos de toneladas de escombros se retiraron a mano y se descubrieron varios artefactos interesantes, incluidos miles de conchas de ostras, que formaban parte de la dieta básica de la clase trabajadora de Edimburgo.

## Uso actual
Las bóvedas en el lado norte del arco de Cowgate forman una serie de túneles y bóvedas y se utilizan principalmente para recorridos de fantasmas. Las bóvedas en el lado sur de Cowgate forman un lugar llamado The Caves y The Rowantree, que alberga eventos privados, bodas, cenas privadas, música en vivo y sesiones de club ocasional. Hay áreas dentro de las bóvedas que forman los cimientos del edificio que antaño fue Adam Square, demolidos para dar paso a la construcción del South Bridge. Las baldosas de terracota originales, una piedra de chimenea y lo que queda de la misma, se encontraron en una de las habitaciones mientras se excavaba. En otra habitación se encontró un pozo.

## Reportes de actividad paranormal
El programa de televisión estadounidense Buscadores de fantasmas investigó las bóvedas y afirmó haber tenido numerosos encuentros con espíritus allí.
En 2009, un equipo de producción de la BBC filmó un especial televisivo con el actor Joe Swash. Grabaron voces inexplicables en las bóvedas durante una estancia nocturna de Swash en las mismas. El actor era la única persona en las instalaciones y no escuchó las voces en el momento de la grabación, a pesar de que los sonidos eran audibles en su propio micrófono. Las voces continuaron oyéndose en la grabación durante unos 20 minutos antes de cesar abruptamente después de lo que parecía ser el sonido de niños gritando. Los ingenieros de sonido de la BBC inicialmente pensaron que los sonidos podrían explicarse por las voces que se desplazaban hacia los túneles desde los clubes nocturnos cercanos, pero se encontró que esto era incorrecto y no se pudo encontrar una explicación lógica, aunque bien pueden haber sido señales de radio débiles captadas por los micrófonos de la BBC. Las grabaciones fueron transmitidas como parte del programa Joe Swash Believes in Ghosts en BBC Three en enero de 2010.
A partir de 2015, la mayor parte de toda el área ahora está cerrada al público y el acceso está estrictamente controlado.